# Concert
 (avril 2017).
Si vous disposez d'ouvrages ou d'articles de référence ou si vous connaissez des sites web de qualité traitant du thème abordé ici, merci de compléter l'article en donnant les références utiles à sa vérifiabilité et en les liant à la section « Notes et références ».

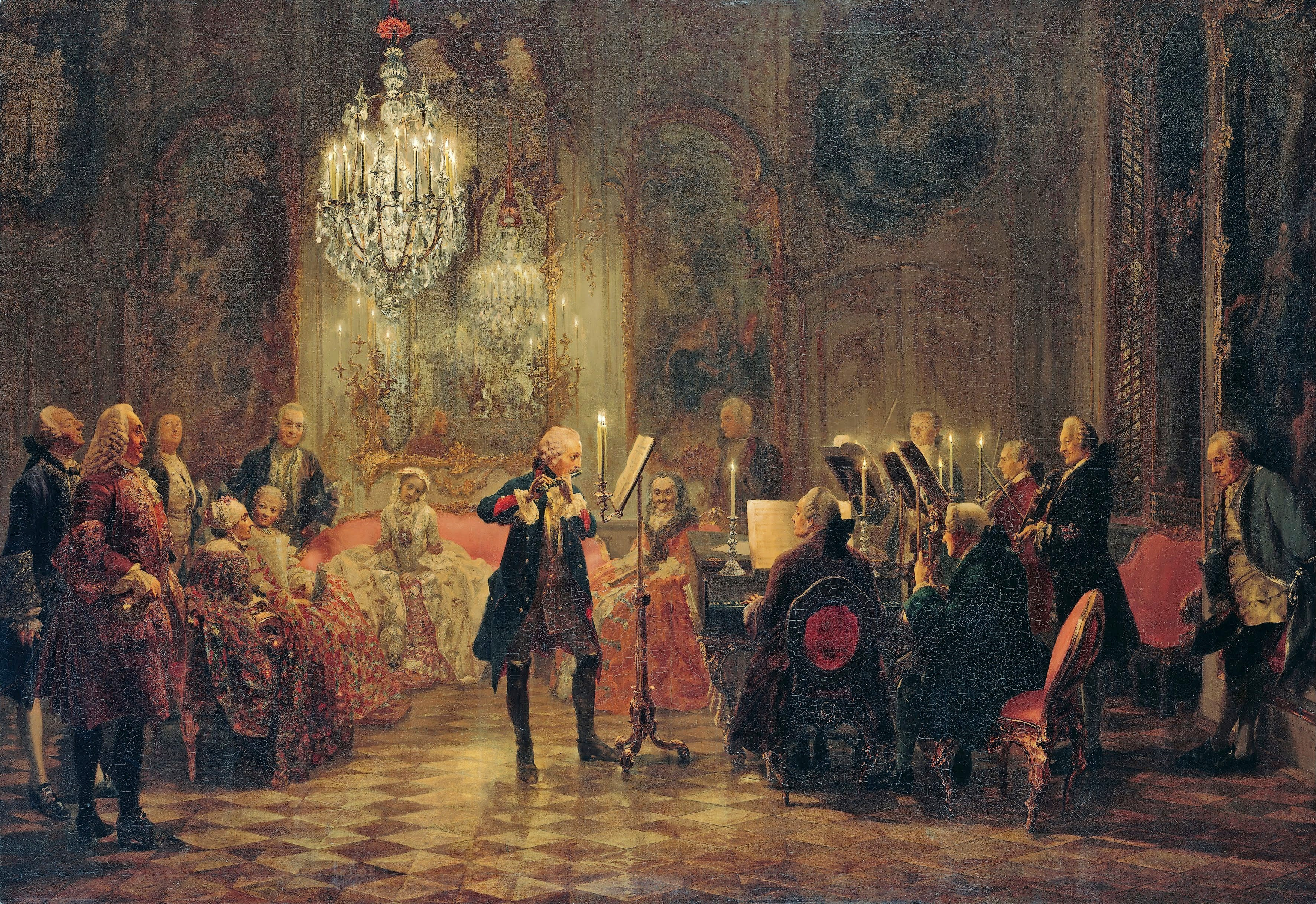
Un concert à la cour de Prusse, fin du XVIIIe siècle.

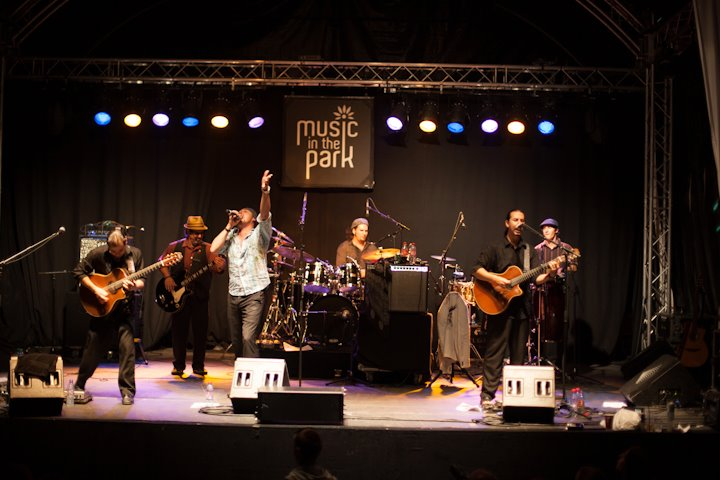
Concert au Festival de Montreux en 2012.

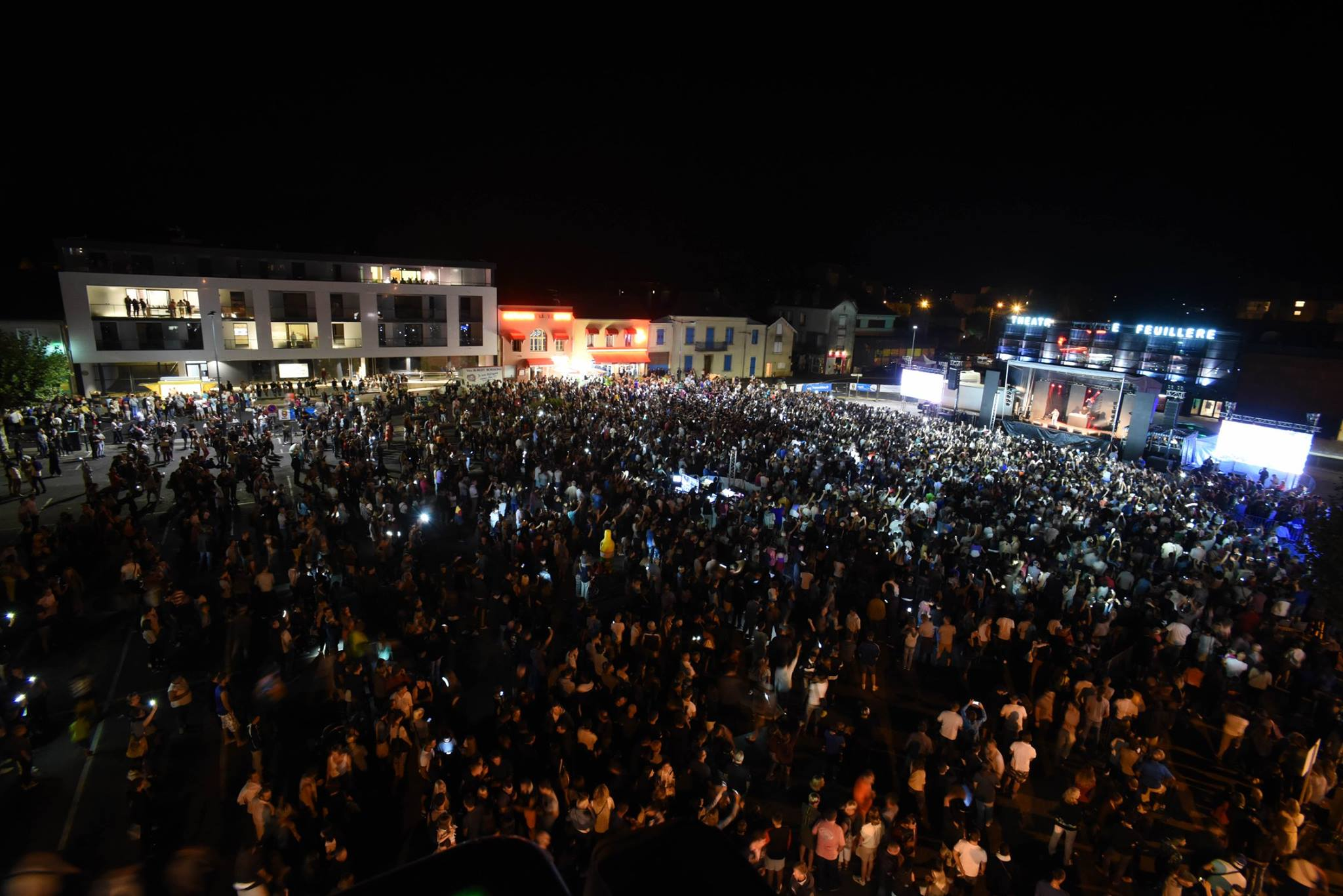
Un concert en plein air à Vesoul, en 2016.

Un concert est une représentation musicale d'un ou plusieurs musiciens — chanteurs ou instrumentistes —, en public, gratuite ou non, dans un lieu aménagé à cette occasion — une salle, un jardin, une église, une place, un bar, un stade, etc.
Le but essentiel d'un concert est l'audition de la musique par un auditoire, mais il peut aussi faire l'objet d'une captation pour une commercialisation ultérieure sous forme d'enregistrement sonore ou visuel.
Par exemple, si une chorale interprète des negro spirituals en public, dans une église, il peut s'agir d'un véritable concert ; mais si cette même chorale, dans cette même église, interprète les mêmes œuvres dans le cadre d'une cérémonie religieuse, il ne s'agit plus d'un concert, mais d'un élément de la liturgie.

## Histoire du concert
Il est difficile d'assigner au concert une date de naissance précise, et l'on a pu considérer que les concerts avaient été inventés à l'époque de Néron. Les spectacles des jongleurs au Moyen Âge, comprenant des interventions instrumentales et vocales, peuvent aussi préfigurer le concert.
Il semble cependant que le concert ait été créé en Italie à la fin du XVIe siècle, plutôt comme rencontre conviviale entre instrumentistes dans le cadre de réunions prenant un peu la forme de salons.
Au XVIIe siècle, le concert se répand en Allemagne avec les soirées musicales de Lübeck dans les années 1620, exemple suivi ailleurs en Allemagne et en Suisse. En Angleterre, de nombreux concerts ont vu le jour à partir de 1640 environ, d'abord organisés dans des tavernes, puis dans d'autres types de salles, conduisant au développement de sociétés musicales (dites aussi Collegium musicum). En France, dans la première moitié du XVIIe siècle, des musiciens de renom (souvent des musiciens du Roi) commencent à organiser chez eux des concerts à destination des nobles et des bourgeois : on trouve des exemples de telles pratiques chez les La Barre ou les Sainte-Colombe. Ce sont des concerts domestiques, semi-privés, mais qui préfigurent le développement de cette pratique par la suite.
Le XVIIIe siècle est celui du développement du concert dans toute l'Europe occidentale. À Paris, le privilège de l'Académie royale de musique limite la possibilité de concerts publics, mais le Concert Spirituel connaît un important succès à partir de 1725. Dans les années 1770, des concerts qualifiés de semi-publics voient le jour : Concert de la Loge Olympique et Concert des Amateurs.
Dans les autres villes de France, comme à Grenoble, à Lyon, à Nantes ou à Bordeaux, des concerts sont organisés, souvent par des académies ou par des loges maçonniques. Ces sociétés de concerts rassemblent souvent au départ des amateurs et des musiciens professionnels, qui prennent peu à peu le dessus. Les premiers concerts réguliers se développent, complétés par des « concerts à bénéfice » et par des concerts spirituels à l'instar du concert parisien. Le modèle du Concert Spirituel ne se répand pas seulement en province, mais aussi dans d'autres capitales comme Vienne et Moscou.
En France, la Révolution a des effets contradictoires sur les concerts : si elle conduit à la disparition de certaines académies, elle suscite parallèlement un développement des théâtres, dont certains trouvent intéressant de présenter des concerts, comme le Théâtre Feydeau à Paris.
Les territoires soumis à la colonisation européenne, tels les États-Unis, Saint-Domingue ou le Brésil, adoptent le concert sur le modèle de ce qui se fait en métropole.
Parallèlement, le XVIIIe siècle voit la naissance de spectacles qui donneront naissance au café-concert, même s'ils ne portent pas encore ce nom.
Le XIXe siècle voit une diversification des concerts, avec des concerts purement vocaux ou inversement purement instrumentaux, voire de concerts réalisés par un seul instrumentiste, qui prennent le nom de récital. Avec la création de l'orchestre moderne naissent les grands concerts d'orchestre. En 1800, le Conservatoire de Paris inaugure ses « exercices d'élèves » qui sont de véritables concerts attirant jusqu'en 1815, sous la baguette de François-Antoine Habeneck, de nombreux auditeurs. En 1828, le même Habeneck fonde la Société des concerts du Conservatoire. Avant 1850 apparaissent aussi la Philharmonic Society of London (1813) et la Société philharmonique de Vienne à Vienne (1812).
Dans la seconde moitié du siècle, d'autres ensembles musicaux se créent, avec la volonté de rendre le concert plus accessible, tant sur le plan musical que sur le plan financier, avec les Concerts Lamoureux et les Concerts Colonne. Les villes de province organisent également des concerts, souvent avec un orchestre municipal et l'appui du conservatoire local.
Le XIXe siècle est aussi celui de l'apogée du café-concert, mais, à partir de la Troisième République, une partie des salles de café-concert évolue vers une salle de spectacles sans consommation de boissons. La Belle Époque voit arriver de nombreux chanteurs à succès, qui vont lancer le genre de la musique de variétés.
Le concert prend un essor plus grand encore au XXe siècle. Certes, le concert classique subit la concurrence du disque et de la radio (laquelle contribue aussi parfois à diffuser les concerts). Cela n'empêche pas les concerts de se multiplier, s'ouvrant de plus en plus à l'ensemble des époques de l'histoire de la musique tout en continuant à diffuser la musique contemporaine. Le phénomène atteint l'ensemble des pays développés, notamment Chine et Japon.

Les chanteurs organisent des concerts et programment des tournées dans leurs pays et même à l'étranger. Dès son arrivée en Europe après la Première Guerre mondiale, le jazz se diffuse par les concerts, comme le rock le fera plus tard. À partir des années 1950, sans doute en s'inspirant de ce qui se fait à la télévision, les concerts des chanteurs insistent sur la dimension de spectacle du concert, qui reçoivent le nom anglais de show. 

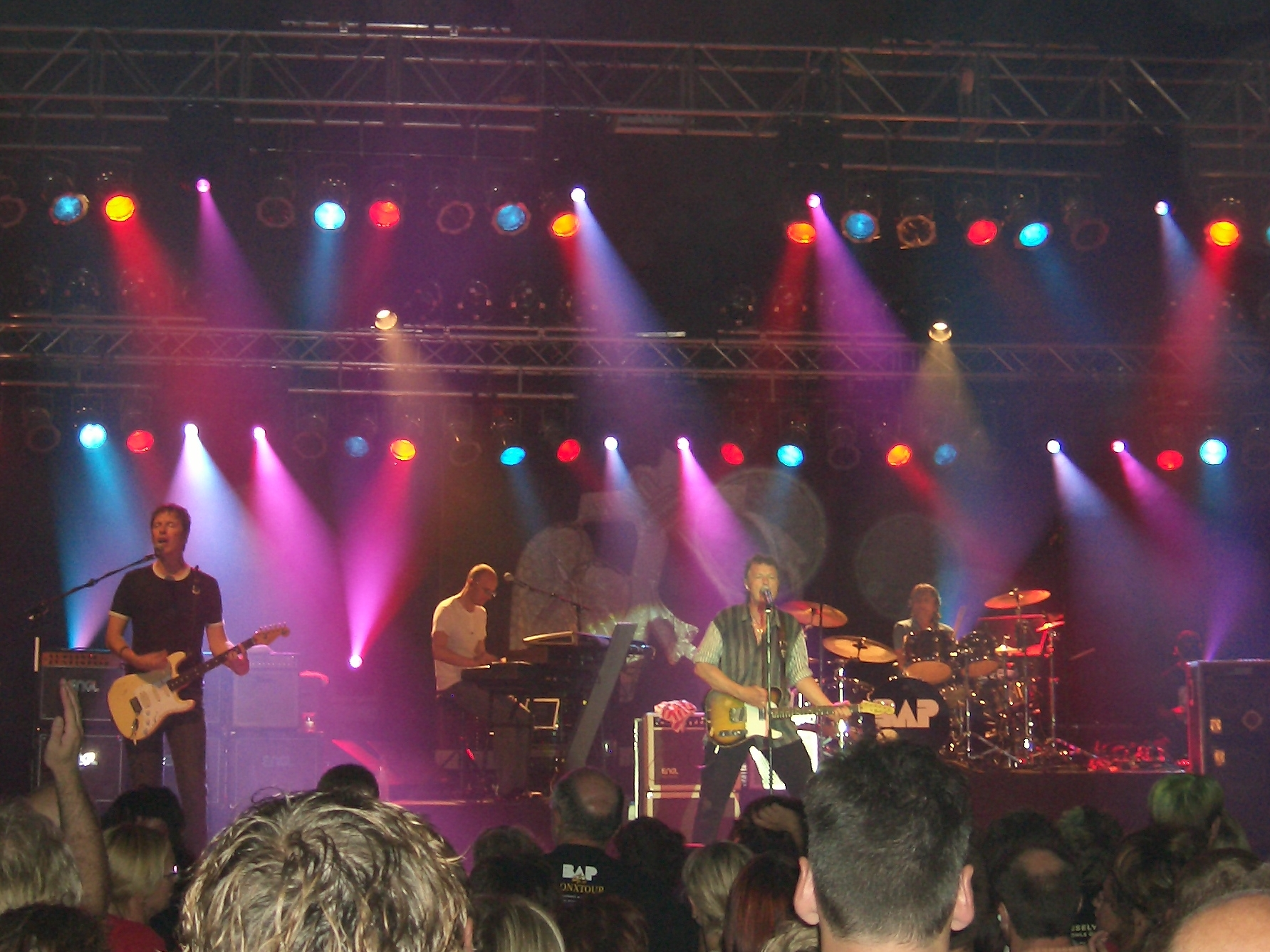
Concert de rock en 2006.

Dans les années 1970, les concerts de rock rassemblant des milliers de personnes se développent. En plus de la musique, ils incorporent lumières, vidéos et autres éléments scénographiques, devenant de véritables spectacles musicaux.

« Le concert rock spectacle tel que l'on connaît aujourd'hui, a été inauguré (entre autres ?) par le groupe Pink Floyd dans les années 1970 du XXe siècle. Pink Floyd ne réinterprétait pas ses morceaux pour le concert, comme tous les autres groupes, mais répliquait le disque enregistré qui provoquait la tournée (commerciale). Pour sortir de l'ennui de la réplique (de la musique enregistrée), les jeux de lumières, de fumée et l'écran vidéo circulaire (1ère apparition de la vidéo en concert) était le moyen de sortir de l'ennui et de créer un évènement spectaculaire pour attirer les foules. D'autres représentants iconisés de l'industrie du disque tels : Jackson, Jarre, ou Madonna et beaucoup d'autres, jusqu'aux « mégas-concerts » des « concerts de DJ » ont repris et développé la recette du « spectacle (plein la vue) musical » (pour remplir la carence de ce que la musique commercialisée porte en elle). »

— Mathius Shadow-Sky, Mathius Shadow-Sky, Dans le Ciel, Le Bruit de l'Ombre, centrebombe, 2007 (lire en ligne)
Madonna a été une ambassadrice du concert tel que l'on connaît aujourd'hui. On l'a parfois qualifiée d'inventrice du concert : plus qu'un concert, le Blond Ambition Tour (sa seconde tournée mondiale) est un véritable spectacle visuel et musical.

## Types particuliers de concerts

### Spectacles

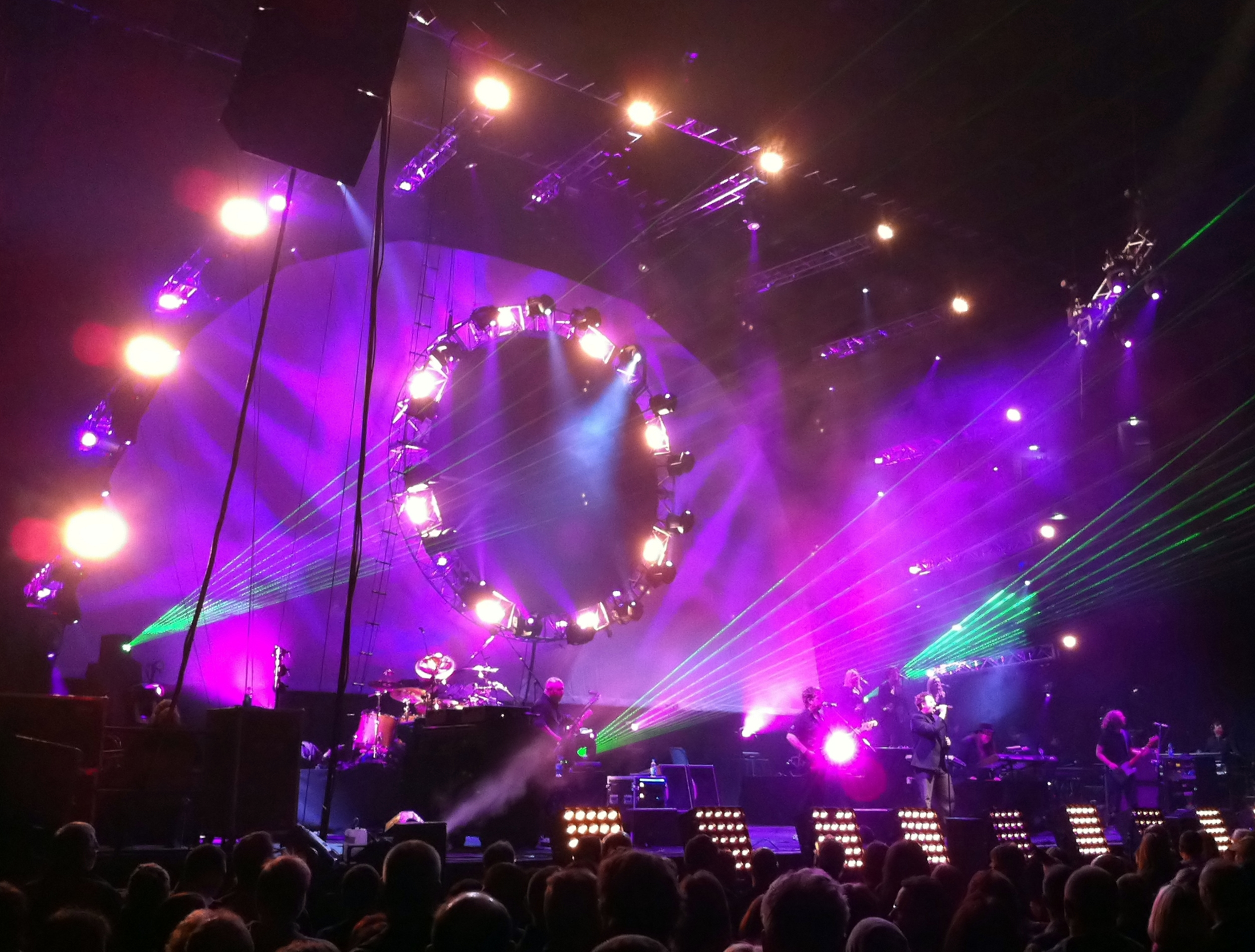
Effets visuels lors d'un concert de Pink Floyd en 2011.

Si dans une représentation musicale, la dimension visuelle prend une certaine importance par rapport à la dimension purement musicale, le mot « concert » est délaissé au profit du terme désignant plus précisément le genre musical concerné, et l'on parle alors dans ce cas, d'opéra, d'opérette, de comédie musicale, de ballet, etc.
Toutefois, les concerts de certains types de musique — pop, jazz, variétés, etc. —, s'accompagnent fréquemment d'éléments scéniques très sophistiqués, tels que lumières, costumes, figurants, pyrotechnie, vidéo, etc. comme pour des concerts d'artistes comme Lady Gaga, Madonna ou Mylène Farmer sans parler de la participation active du public. Dans ce cas, les mots « concert » et « spectacle » peuvent être indifféremment employés.

### Le concert en ligne
Certains concerts peuvent être en vidéo-diffusion exclusivement. Ce type de concert s'est notamment développé lors de la fermeture des salles de concert occasionnée par la pandémie de covid-19. Le record de spectateurs simultanés pour ce type de concert est détenu par BTS, groupe coréen de K-pop avec un peu moins de 757 000 spectateurs sur un concert en septembre 2020.

### Le concert en musique classique

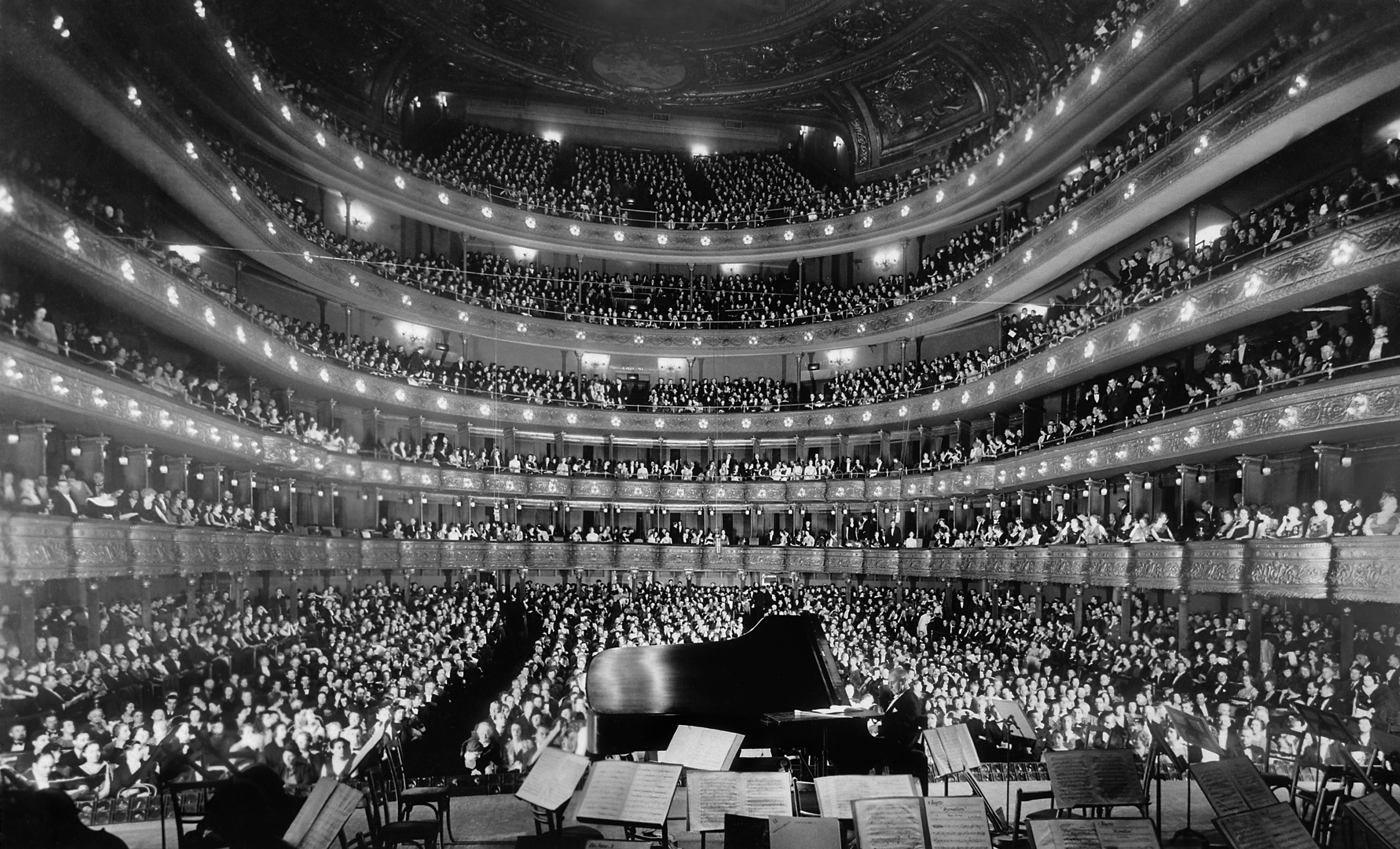
Concert de musique classique au Metropolitan Opera House à New York, 28 novembre 1937.

En musique classique, lorsqu'un concert est organisé autour d'un seul interprète, on parle plus volontiers de « récital ».
Par exemple, un « récital de mélodies », un « récital de piano », etc.
- Lorsqu'une œuvre musicale primitivement destinée à la scène est interprétée, sans mise en scène, sans décors, etc., on dit que celle-ci est exécutée « en concert » ou « en version de concert » ; inversement, lors des exécutions « en version scénique », où la musique provient d'un orchestre enregistré à l'avance, et il n'y a pas d'orchestre présent à la représentation;
- Il convient de ne pas confondre le mot « concert », avec le mot « concerto », qui renvoie à une forme musicale, de nature instrumentale et concertante.

Le mot concert, en musique ancienne, sert aussi à désigner un groupe d'instrumentistes (il se rapproche alors de l'anglais consort ou de l'italien concerto). Ainsi, lorsque Jean-Philippe Rameau publie ses Pièces de clavecin en concert, cela signifie qu'elles peuvent se jouent non seulement au clavecin mais aussi avec d'autres instruments (flûte, violon, viole de gambe…).

## Déroulement d'un concert

### Installation

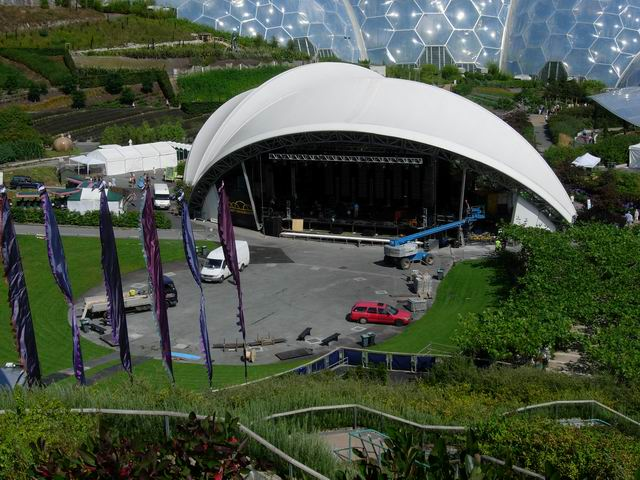
Installation d'un concert lors d'un festival en Cornouailles au Royaume-Uni en 2006.

Un concert commence généralement par le montage de la scène, puis l'installation de la sonorisation et de tous les éléments du spectacle (lumières, pyrotechnie éventuelle, etc). Dans le cas d'une salle de concert, le système de sonorisation et d'éclairage est généralement fixe et n'a pas besoin d'être installé et démonté à chaque représentation.
Le matériel nécessaire à un concert dépend de la taille du lieu et du public attendu : un groupe se produisant dans un café-concert a généralement besoin de peu de matériel, comparé aux spectacles de groupes de rock se déroulant dans un stade ou dans des festivals, où le montage et le démontage peuvent prendre plusieurs jours.

### Balances

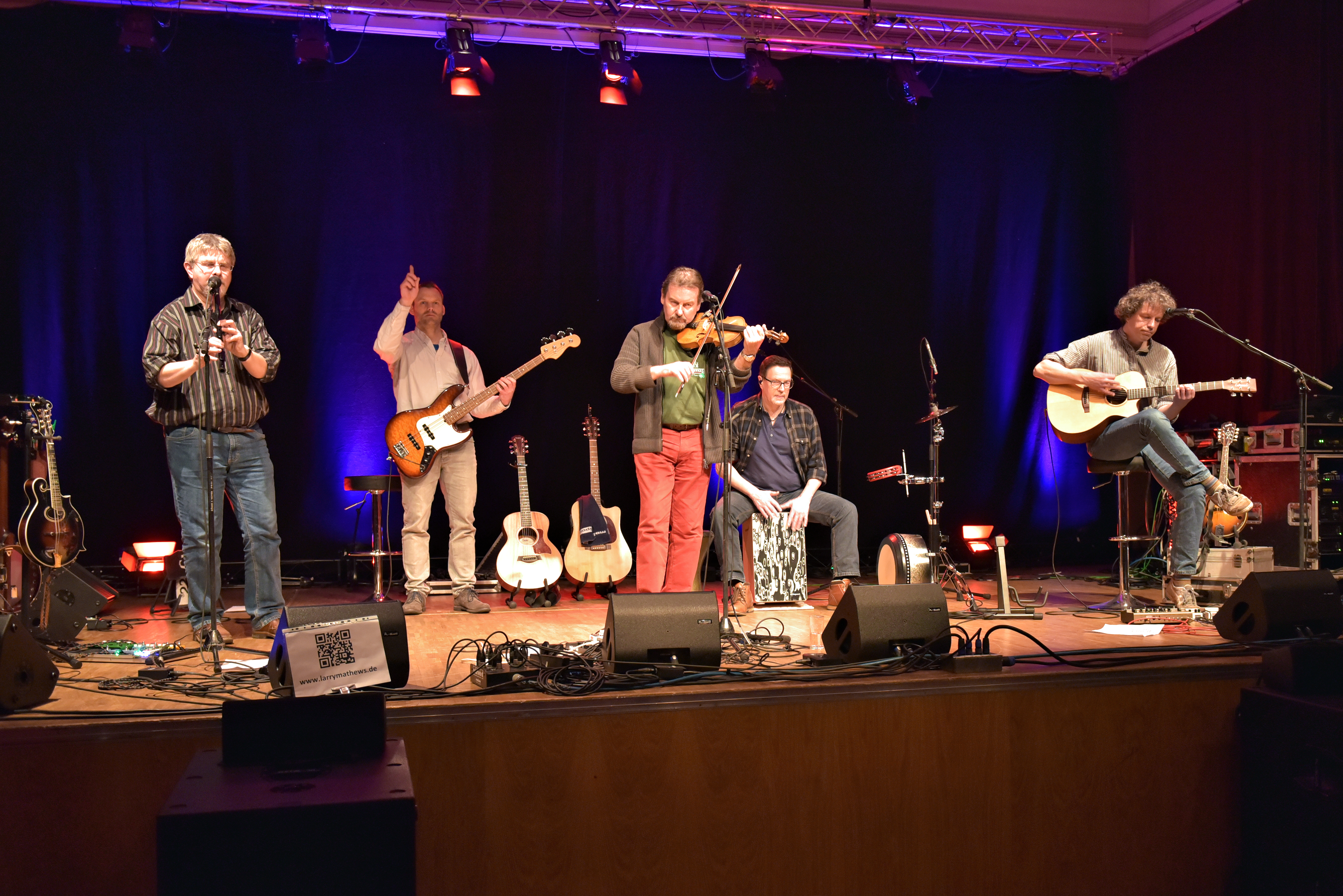
Balances audio d'un groupe à Lübeck en Allemagne, 9 mars 2018. Le bassiste communique avec l'ingénieur du son en levant le doigt (souvent un signe pour demander davantage de volume d'un instrument en particulier).

Les balances sont, pour un concert amplifié, le moment où chaque instrument est testé pour affiner les réglages de la sonorisation, à la fois sur scène (le plateau) et pour le public (la façade). L'objectif est d'obtenir un son équilibré pour le public et permettre aux artistes sur scène de s'entendre correctement.

### Spectacle
Une fois que les balances sont faites et que le public est arrivé, le concert peut débuter. Un concert peut rassembler plusieurs artistes ou groupes différents ; dans le cas d'un groupe moins connu qui joue avant une tête d'affiche, on parle de première partie.
Un concert peut durer de quelques dizaines de minutes à plusieurs heures. À la fin du concert, l'artiste joue souvent un rappel, c'est-à-dire une ou plusieurs chansons supplémentaires après la fin annoncée du set, lorsque le public demande en applaudissant de prolonger la représentation. Tout à la fin du concert, de nombreux artistes saluent le public.

### Après le concert

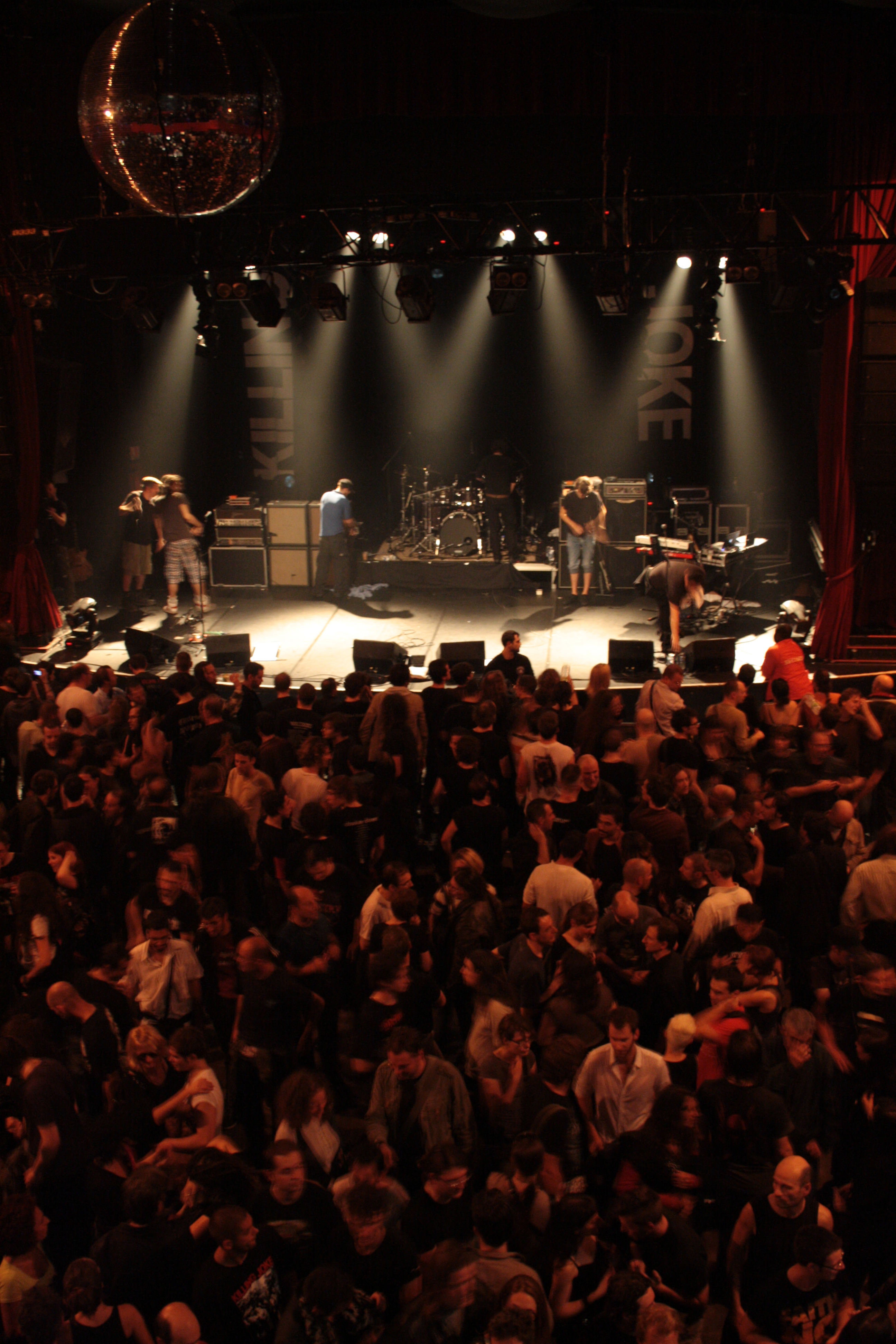
Rangement de la scène et départ du public après un concert au Bataclan à Paris en 2010.

Une fois le concert terminé, les artistes sortent de scène. Les instruments et le matériel sont démontés et rangés (par les artistes ou par des techniciens). Dans le cas d'une salle de spectacle, le public quitte généralement les lieux ; dans le cas d'un café-concert, le public peut rester dans l'établissement et consommer des boissons. Lors d'un festival, il est fréquent que plusieurs concerts s'enchaînent à la suite. Après le concert, il arrive que les artistes rencontrent le public ou vendent des produits dérivés (vêtements, CD, etc).

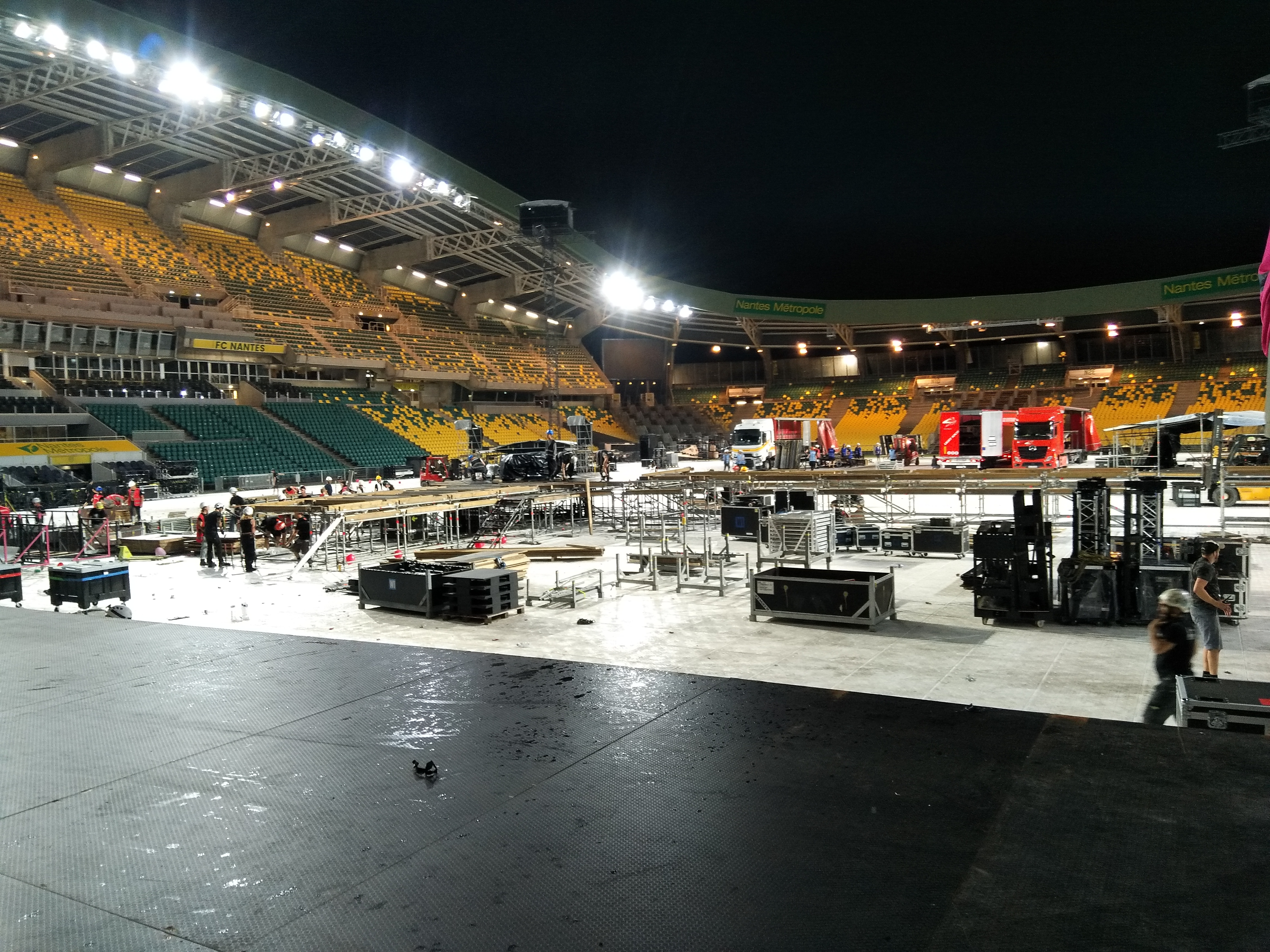
Démontage après le concert de Mylène Farmer au stade de la Beaujoire à Nantes lors de la tournée Nevermore (juin 2023).

## Impact économique
En 2015, le spectacle musical et de variété a généré en France un chiffre d’affaires direct de 2,022 Mds€ (dont 20 % pour les festivals, contre 16 % en 2012), en croissance de 6 % par an depuis 2012, et employé 97 700 personnes, 21 800 en équivalent temps plein.

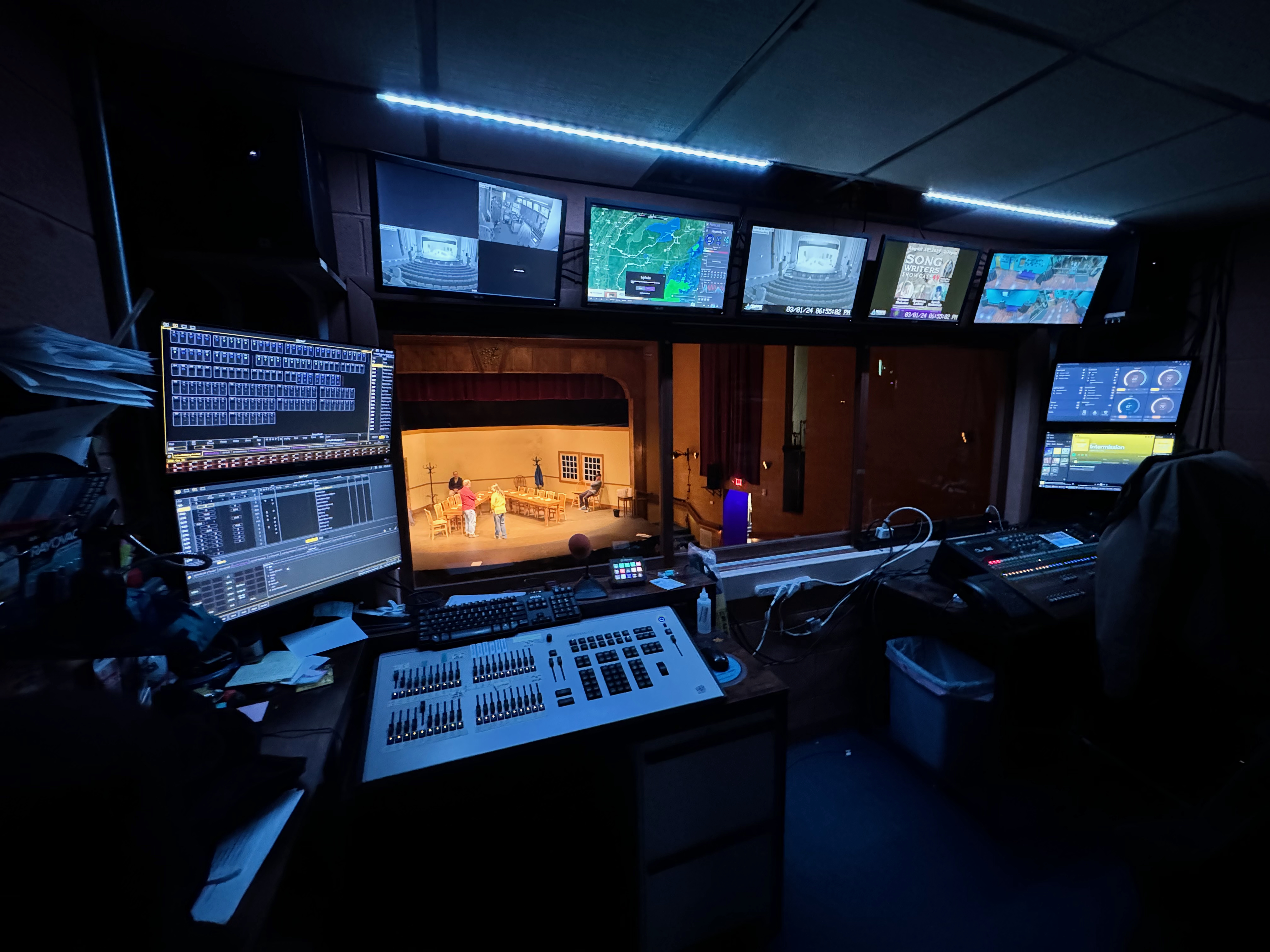
Régie sonore et lumière dans un théâtre, similaire à une régie de ce type dans une salle de concert.

En plus des artistes, les concerts emploient de nombreux techniciens du son.
Les concerts sont également l'occasion pour certains artistes de vendre des produits dérivés.
| Genre                                | Entrées | Représentations | Affluence moyenne |
| ------------------------------------ | ------- | --------------- | ----------------- |
| Chanson                              | 4,5 M   | 7 300           | 616               |
| Pop-rock                             | 4,6 M   | 7 500           | 613               |
| Humour                               | 4,2 M   | 16 000          | 263               |
| Musiques électroniques               | 2,6 M   | 2 800           | 929               |
| Rap hip-hop reggae                   | 2,1 M   | 2 400           | 875               |
| Cabarets/Revues                      | 1,6 M   | 6 600           | 242               |
| Jazz / Blues et musiques improvisées | 1,8 M   | 7 600           | 237               |
| Musiques du monde                    | 1,3 M   | 3 300           | 394               |
| Comédie musicale                     | 1,1 M   | 1 500           | 733               |
| Autre                                | 1,5 M   | 3 200           | 469               |

## Prévention des risques auditifs

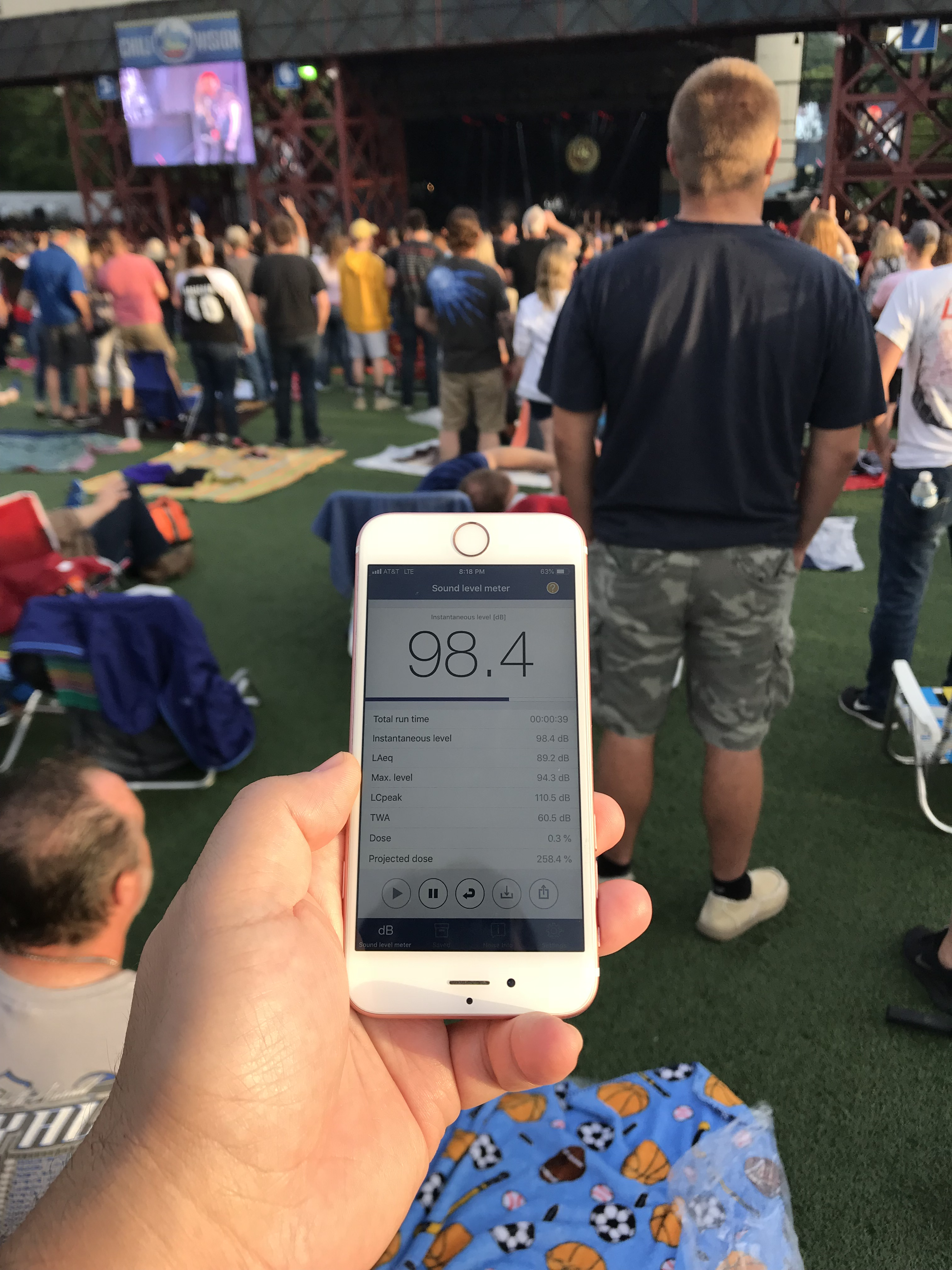
Mesure du volume sonore avec un téléphone lors d'un concert en extérieur aux États-Unis.

Durant un concert à fort niveau sonore, une exposition sans protection auditive peut aboutir à un traumatisme sonore. Il se manifeste soit des pertes auditives partielles ou totales, des acouphènes et de l'hyperacousie. Les conséquences sont parfois dramatiques dans la vie de l'individu car ces pathologies sont irréversibles. Certaines salles de concert fournissent des bouchons d'oreilles au public et peuvent être équipées de sonomètres. La législation française impose de ne pas dépasser un niveau de 102 dB A pendant 15 minutes en tout endroit accessible au public.